# 히라타 미사토
히라타 미사토(일본어: 平田弥里, 1979년 2월 27일~)는 일본의 배우이다.